# Trapèze circonscriptible

Un trapèze circonscriptible

En géométrie euclidienne, un trapèze circonscriptible, également appelé trapèze tangent, est un trapèze dont les quatre côtés sont tous tangents à un cercle situé à l'intérieur du trapèze : le cercle inscrit. C'est un cas particulier de quadrilatère circonscriptible, dont au moins une paire de côtés opposés sont parallèles. 

## Cas particuliers
Les losanges et carrés sont des exemples de trapèzes circonscriptibles.

## Caractérisation
Un quadrilatère convexe est circonscriptible si et seulement si les côtés opposés vérifient le théorème de Pitot:
{\displaystyle AB+CD=BC+DA.}
Ainsi, un quadrilatère circonscriptible est un trapèze si et seulement si l'une des deux propriétés suivantes est respectée (auquel cas les deux le sont):
- Il a deux angles adjacents qui sont supplémentaires (alors c'est également le cas des deux autres angles). Spécifiquement, un quadrilatère circonscriptible ABCD est un trapèze de bases [AB] et [CD] si et seulement si

{\displaystyle A+D=B+C=\pi .}
- Le produit des longueurs deux côtés consécutifs est égal au produit des longueurs des deux autres côtés. Spécifiquement, si e, f, g, h sont les distances de contact associées respectivement aux sommets A, B, C, D d'un quadrilatère circonscriptible ABCD, alors AB et CD sont les bases d'un trapèze si et seulement si[1]:Thm. 2

{\displaystyle eh=fg.}

## Aire
La formule de l'aire d'un trapèze peut être simplifiée en utilisant le théorème de Pitot pour obtenir une formule de l'aire d'un trapèze circonscriptible. Si les bases ont pour longueurs a et b, et si n'importe lequel des deux autres côtés a pour longueur c, alors l'aire K est donné par la formule
{\displaystyle K={\frac {a+b}{|b-a|}}{\sqrt {ab(a-c)(c-b)}}.}
L'aire peut être exprimée en fonction des longueurs des côtés e, f, g, h par
{\displaystyle K={\sqrt[{4}]{efgh}}(e+f+g+h).}

## Rayon du cercle inscrit
Avec les mêmes notations que pour l'aire, le rayon du cercle inscrit est
{\displaystyle r={\frac {K}{a+b}}={\frac {\sqrt {ab(a-c)(c-b)}}{|b-a|}}.}
Le diamètre du cercle inscrit est égal à la hauteur du trapèze circonscrit.
Ce rayon peut aussi être exprimé en fonction des longueurs par
{\displaystyle r={\sqrt[{4}]{efgh}}.}
De plus, si les longueurs e, f, g, h sont issues respectivement des sommets A, B, C, D et si [AB] est parallèle à [DC], alors
{\displaystyle r={\sqrt {eh}}={\sqrt {fg}}.}

## Propriétés du centre
Si le cercle inscrit est tangent aux bases en deux points P et Q, alors les points P, I et Q are alignés, où I est le centre du cercle inscrit.
Les angles AID et BIC d'un trapèze circonscrit ABCD, de bases [AB] et [DC] sont des angles droits.
Le centre du cercle inscrit appartient à la médiane (le segment joignant les milieux des côtés non parallèles).

## Autres propriétés
La médiane d'un trapèze circonscrit a pour longueur un quart du périmètre du trapèze. Elle est également égale à moitié de la somme des bases, comme dans tout trapèze.
Si deux cercles sont tracés, chacun ayant pour diamètre un des côtés (hors base) du trapèze circonscrit, alors ces deux cercles sont tangents l'un l'autre.

## Trapèze rectangle circonscriptible

Un trapèze rectangle circonscriptible.

Un trapèze rectangle circonscriptible est un trapèze circonscriptible dont deux angles consécutifs sont droits. Si les bases ont pour longueurs a et b, alors le  rayon du cercle inscrit est
{\displaystyle r={\frac {ab}{a+b}}.}
Ainsi le diamètre du cercle inscrit est la moyenne harmonique des bases.
Le trapèze rectangle circonscriptible a pour aire
{\displaystyle \displaystyle K=ab}
et pour périmètre P 
{\displaystyle \displaystyle P=2(a+b).}

## Trapèze isocèle circonscriptible

Tout trapèze isocèle circonscriptible est bicentrique.

Un trapèze isocèle circonscriptible est un trapèze circonscriptible dont les deux côtés (hors bases) sont égaux. Puisqu'un trapèze isocèle est un quadrilatère inscriptible, un trapèze circonscriptible isocèle est un quadrilatère bicentrique, c'est-à-dire qu'il possède à la fois un cercle inscrit et un cercle circonscrit.
Si les bases sont a et b, alors le rayon du cercle inscrit est donné par
{\displaystyle r={\tfrac {1}{2}}{\sqrt {ab}}.}
Cette formule était un simple problème de Sangaku du Japon. Grâce au théorème de Pitot il s'ensuit que la longueur des côtés est la moitié de la somme des bases. Comme le diamètre du cercle inscrit est la racine carrée du produit des bases, un trapèze circonscriptible isocèle donne une belle interprétation géométrique de la moyenne arithmétique et de la moyenne géométrique des bases comme étant respectivement la longueur d'un côté et le diamètre du cercle inscrit.